# Alexis Cuello
Alexis Ricardo Cuello (Dock Sud, 18 febbraio 2000) è un calciatore argentino, attaccante del San Lorenzo.

## Caratteristiche tecniche
È un esterno offensivo.

## Carriera
Cuello è cresciuto nel settore giovanile del Racing Club ed ha ricevuto la prima convocazione in prima squadra per l'incontro del 26 novembre 2018 contro il Banfield, dove non è sceso in campo. Nel giugno del 2019 è stato ceduto in prestito per un anno al Barracas Central in Primera B Nacional. Ha esordito il 6 settembre nell'incontro perso 4-3 contro l'Estudiantes (BA). Il 9 settembre 2020 è passato con la stessa formula all'Instituto (C) ed il 4 gennaio 2021 ha segnato il suo primo gol nella vittoria per 2-1 sul Quilmes.
Rientrato al Racing, ha trascorso l'intera stagione 2022 con la squadra riserve per poi rescindere il contratto e firmare con l'Almagro nel mese di dicembre.  Dopo una stagione da titolare in Primera Nacional dove ha realizzato 7 gol in 33 presenze, il 24 gennaio 2024 è stato prestato al San Lorenzo.

## Statistiche

### Presenze e reti nei club
Statistiche aggiornate al 3 maggio 2025.
| Stagione             | Squadra              | Campionato           | Campionato | Campionato | Coppe nazionali | Coppe nazionali | Coppe nazionali | Coppe continentali | Coppe continentali | Coppe continentali | Altre coppe | Altre coppe | Altre coppe | Totale | Totale | Totale |
| Stagione             | Squadra              | Comp                 | Pres       | Reti       | Comp            | Pres            | Reti            | Comp               | Pres               | Reti               | Comp        | Pres        | Reti        | Pres   | Reti   |        |
| -------------------- | -------------------- | -------------------- | ---------- | ---------- | --------------- | --------------- | --------------- | ------------------ | ------------------ | ------------------ | ----------- | ----------- | ----------- | ------ | ------ | ------ |
| 2020                 | Barracas Central     | PBN                  | 5          | 0          | CA              | 0               | 0               | -                  | -                  | -                  | -           | -           | -           | 5      | 0      |        |
| 2020                 | Instituto (C)        | PBN                  | 4          | 1          | CA              | 0               | 0               | -                  | -                  | -                  | -           | -           | -           | 4      | 1      |        |
| 2021                 | Instituto (C)        | PBN                  | 20         | 1          | -               | -               | -               | -                  | -                  | -                  | -           | -           | -           | 20     | 1      |        |
| Totale Instituto (C) | Totale Instituto (C) | Totale Instituto (C) | 24         | 2          |                 | 0               | 0               |                    | -                  | -                  |             | -           | -           | 24     | 2      |        |
| 2022                 | Racing Club          | PD                   | 0          | 0          | CA+CdL          | 0               | 0               | -                  | -                  | -                  | -           | -           | -           | 0      | 0      |        |
| 2023                 | Almagro              | PBN                  | 33         | 7          | CA              | 2               | 1               | -                  | -                  | -                  | -           | -           | -           | 35     | 8      |        |
| 2024                 | San Lorenzo          | PD                   | 26         | 4          | CA+CdL          | 2+2             | 1+0             | CL                 | 6                  | 3                  | -           | -           | -           | 36     | 8      |        |
| 2025                 | San Lorenzo          | PD                   | 15         | 0          | CA              | 1               | 0               | -                  | -                  | -                  | -           | -           | -           | 16     | 0      |        |
| Totale San Lorenzo   | Totale San Lorenzo   | Totale San Lorenzo   | 41         | 4          |                 | 5               | 1               |                    | 6                  | 3                  |             | -           | -           | 52     | 8      |        |
| Totale carriera      | Totale carriera      | Totale carriera      | 103        | 13         |                 | 7               | 2               |                    | 6                  | 3                  |             | -           | -           | 116    | 18     |        |